# Sido/Diskografie
Diese Diskografie ist eine Übersicht über die musikalischen Werke des deutschen Rappers Sido und seiner Pseudonyme wie Julian oder Siggi. Den Schallplattenauszeichnungen zufolge hat er bisher mehr als 12,6 Millionen Tonträger verkauft, davon allein in seiner Heimat über 12,3 Millionen und zählt somit zu den Interpreten mit den meisten verkauften Tonträgern des Landes. Seine erfolgreichste Veröffentlichung ist die Single Au revoir mit mehr als 1,045 Millionen verkauften Exemplaren. Diese sowie Astronaut avancierten alleine in Deutschland zu Millionensellern, womit sie beide zu den meistverkauften Singles des Landes der 2010er-Jahre zählen.

## Alben

### Studioalben
| Jahr | Titel Musiklabel                        | Höchstplatzierung, Gesamtwochen, AuszeichnungChartplatzierungen (Jahr, Titel, Musiklabel, Platzierungen, Wochen, Auszeichnungen, Anmerkungen) | Höchstplatzierung, Gesamtwochen, AuszeichnungChartplatzierungen (Jahr, Titel, Musiklabel, Platzierungen, Wochen, Auszeichnungen, Anmerkungen) | Höchstplatzierung, Gesamtwochen, AuszeichnungChartplatzierungen (Jahr, Titel, Musiklabel, Platzierungen, Wochen, Auszeichnungen, Anmerkungen) | Anmerkungen                                                  |
| Jahr | Titel Musiklabel                        | DE | AT | CH | Anmerkungen                                                  |
| ---- | --------------------------------------- | --- | --- | --- | ------------------------------------------------------------ |
| 2004 | Maske Aggro Berlin (GA)                 | DE3 Gold · (29 Wo.)DE | AT46 (7 Wo.)AT | CH79 (3 Wo.)CH | Erstveröffentlichung: 26. April 2004 Verkäufe: + 100.000     |
| 2006 | Ich Aggro Berlin (GA)                   | DE4 Gold · (32 Wo.)DE | AT21 (15 Wo.)AT | CH18 (28 Wo.)CH | Erstveröffentlichung: 1. Dezember 2006 Verkäufe: + 100.000   |
| 2008 | Ich und meine Maske Aggro Berlin (UMG)  | DE1 ×3Dreifachgold · (… Wo.)DE | AT2 Gold · (26 Wo.)AT | CH2 Platin · (45 Wo.)CH | Erstveröffentlichung: 30. Mai 2008 Verkäufe: + 340.000       |
| 2009 | Aggro Berlin Urban Records (UMG)        | DE5 Gold · (13 Wo.)DE | AT5 (13 Wo.)AT | CH3 (16 Wo.)CH | Erstveröffentlichung: 30. Oktober 2009 Verkäufe: + 100.000   |
| 2013 | 30-11-80 Urban Records (UMG)            | DE1 Platin · (28 Wo.)DE | AT2 Platin · (26 Wo.)AT | CH1 Gold · (21 Wo.)CH | Erstveröffentlichung: 29. November 2013 Verkäufe: + 225.000  |
| 2015 | VI Urban Records (UMG)                  | DE3 Platin · (29 Wo.)DE | AT2 Gold · (18 Wo.)AT | CH1 Gold · (33 Wo.)CH | Erstveröffentlichung: 4. September 2015 Verkäufe: + 217.500  |
| 2016 | Das goldene Album Urban Records (UMG)   | DE2 Gold · (16 Wo.)DE | AT3 (12 Wo.)AT | CH2 (15 Wo.)CH | Erstveröffentlichung: 18. November 2016 Verkäufe: + 100.000  |
| 2019 | Ich und keine Maske Urban Records (UMG) | DE1 Gold · (64 Wo.)DE | AT1 (59 Wo.)AT | CH2 Gold · (54 Wo.)CH | Erstveröffentlichung: 26. September 2019 Verkäufe: + 110.000 |
| 2022 | Paul Urban Records (UMG)                | DE1 Gold · (31 Wo.)DE | AT1 (18 Wo.)AT | CH1 (22 Wo.)CH | Erstveröffentlichung: 8. Dezember 2022 Verkäufe: + 100.000   |

### Kollaboalben

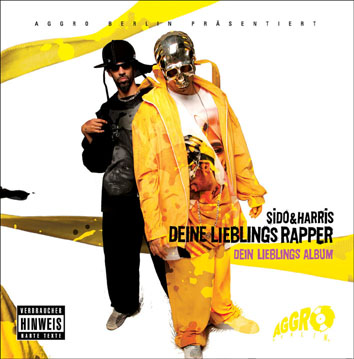
Frontcover zu Dein Lieblings Album.

| Jahr | Titel Musiklabel                       | Höchstplatzierung, Gesamtwochen, AuszeichnungChartplatzierungen (Jahr, Titel, Musiklabel, Platzierungen, Wochen, Auszeichnungen, Anmerkungen) | Höchstplatzierung, Gesamtwochen, AuszeichnungChartplatzierungen (Jahr, Titel, Musiklabel, Platzierungen, Wochen, Auszeichnungen, Anmerkungen) | Höchstplatzierung, Gesamtwochen, AuszeichnungChartplatzierungen (Jahr, Titel, Musiklabel, Platzierungen, Wochen, Auszeichnungen, Anmerkungen) | Anmerkungen                                                                    |
| Jahr | Titel Musiklabel                       | DE | AT | CH | Anmerkungen                                                                    |
| ---- | -------------------------------------- | --- | --- | --- | ------------------------------------------------------------------------------ |
| 2005 | Dein Lieblings Album Aggro Berlin (GA) | DE2 (7 Wo.)DE | AT10 (6 Wo.)AT | CH48 (3 Wo.)CH | Erstveröffentlichung: 7. Oktober 2005 mit Harris als Deine Lieblings Rapper    |
| 2011 | 23 Columbia Records (Sony)             | DE3 Gold · (16 Wo.)DE | AT3 Gold · (16 Wo.)AT | CH1 (12 Wo.)CH | Erstveröffentlichung: 14. Oktober 2011 Verkäufe: + 110.000; mit Bushido als 23 |
| 2017 | Royal Bunker Urban Records (UMG)       | DE1 Gold · (21 Wo.)DE | AT1 (5 Wo.)AT | CH2 (9 Wo.)CH | Erstveröffentlichung: 29. September 2017 Verkäufe: + 100.000; mit Kool Savas   |

### Livealben
| Jahr | Titel Musiklabel                               | Höchstplatzierung, Gesamtwochen, AuszeichnungChartplatzierungen (Jahr, Titel, Musiklabel, Platzierungen, Wochen, Auszeichnungen, Anmerkungen) | Höchstplatzierung, Gesamtwochen, AuszeichnungChartplatzierungen (Jahr, Titel, Musiklabel, Platzierungen, Wochen, Auszeichnungen, Anmerkungen) | Höchstplatzierung, Gesamtwochen, AuszeichnungChartplatzierungen (Jahr, Titel, Musiklabel, Platzierungen, Wochen, Auszeichnungen, Anmerkungen) | Anmerkungen                                              |
| Jahr | Titel Musiklabel                               | DE | AT | CH | Anmerkungen                                              |
| ---- | ---------------------------------------------- | --- | --- | --- | -------------------------------------------------------- |
| 2010 | MTV Unplugged Live aus’m MV Aggro Berlin (UMG) | DE2 Platin · (21 Wo.)DE | AT2 (18 Wo.)AT | CH7 (14 Wo.)CH | Erstveröffentlichung: 21. Mai 2010 Verkäufe: + 200.000   |
| 2014 | 30-11-80 Live Urban Records (UMG)              | DE*DE | AT*AT | CH*CH | Erstveröffentlichung: 21. November 2014 * siehe 30-11-80 |

### Kompilationen

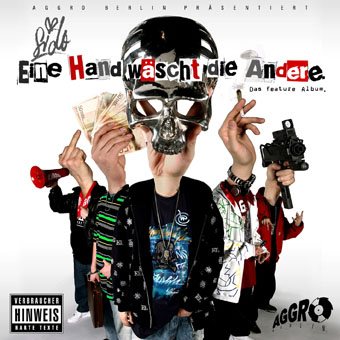
Frontcover zu Eine Hand wäscht die Andere.

| Jahr | Titel Musiklabel                              | Höchstplatzierung, Gesamtwochen, AuszeichnungChartplatzierungen (Jahr, Titel, Musiklabel, Platzierungen, Wochen, Auszeichnungen, Anmerkungen) | Höchstplatzierung, Gesamtwochen, AuszeichnungChartplatzierungen (Jahr, Titel, Musiklabel, Platzierungen, Wochen, Auszeichnungen, Anmerkungen) | Höchstplatzierung, Gesamtwochen, AuszeichnungChartplatzierungen (Jahr, Titel, Musiklabel, Platzierungen, Wochen, Auszeichnungen, Anmerkungen) | Anmerkungen                                                 |
| Jahr | Titel Musiklabel                              | DE | AT | CH | Anmerkungen                                                 |
| ---- | --------------------------------------------- | --- | --- | --- | ----------------------------------------------------------- |
| 2007 | Eine Hand wäscht die Andere Aggro Berlin (GA) | DE21 (4 Wo.)DE | AT29 (7 Wo.)AT | CH33 (6 Wo.)CH | Erstveröffentlichung: 20. April 2007                        |
| 2012 | #Beste Aggro Berlin (UMG)                     | DE7 Platin · (26 Wo.)DE | AT3 Gold · (40 Wo.)AT | CH20 (23 Wo.)CH | Erstveröffentlichung: 14. Dezember 2012 Verkäufe: + 210.000 |
| 2018 | Kronjuwelen Urban Records (UMG)               | DE4 (13 Wo.)DE | AT15 (10 Wo.)AT | CH6 (10 Wo.)CH | Erstveröffentlichung: 7. Dezember 2018                      |

### Soundtracks
| Jahr | Titel Musiklabel                                     | Höchstplatzierung, Gesamtwochen, AuszeichnungChartplatzierungen (Jahr, Titel, Musiklabel, Platzierungen, Wochen, Auszeichnungen, Anmerkungen) | Höchstplatzierung, Gesamtwochen, AuszeichnungChartplatzierungen (Jahr, Titel, Musiklabel, Platzierungen, Wochen, Auszeichnungen, Anmerkungen) | Höchstplatzierung, Gesamtwochen, AuszeichnungChartplatzierungen (Jahr, Titel, Musiklabel, Platzierungen, Wochen, Auszeichnungen, Anmerkungen) | Anmerkungen                                                |
| Jahr | Titel Musiklabel                                     | DE | AT | CH | Anmerkungen                                                |
| ---- | ---------------------------------------------------- | --- | --- | --- | ---------------------------------------------------------- |
| 2011 | Blutzbrüdaz – die Mukke zum Film Urban Records (UMG) | DE10 Gold · (13 Wo.)DE | AT4 Gold · (13 Wo.)AT | CH16 (10 Wo.)CH | Erstveröffentlichung: 2. Dezember 2011 Verkäufe: + 110.000 |

## Singles

### Als Leadmusiker
| Jahr | Titel Album                                              | Höchstplatzierung, Gesamtwochen, AuszeichnungChartplatzierungen (Jahr, Titel, Album, Platzierungen, Wochen, Auszeichnungen, Anmerkungen) | Höchstplatzierung, Gesamtwochen, AuszeichnungChartplatzierungen (Jahr, Titel, Album, Platzierungen, Wochen, Auszeichnungen, Anmerkungen) | Höchstplatzierung, Gesamtwochen, AuszeichnungChartplatzierungen (Jahr, Titel, Album, Platzierungen, Wochen, Auszeichnungen, Anmerkungen) | Anmerkungen                                                                          |
| Jahr | Titel Album                                              | DE | AT | CH | Anmerkungen                                                                          |
| --- | -------------------------------------------------------- | --- | --- | --- | ------------------------------------------------------------------------------------ |
| 2004 | Mein Block Maske                                         | DE13 (19 Wo.)DE | AT61 (5 Wo.)AT | — | Erstveröffentlichung: 5. April 2004                                                  |
| 2004 | Fuffies im Club Maske                                    | DE18 (9 Wo.)DE | — | — | Erstveröffentlichung: 2. August 2004 Verkäufe: + 30.000                              |
| 2004 | Arschficksong Maske X                                    | DE63 (7 Wo.)DE | — | — | Erstveröffentlichung: 9. August 2004                                                 |
| 2005 | Mama ist stolz Maske                                     | DE25 (12 Wo.)DE | — | — | Erstveröffentlichung: 17. Januar 2005 Verkäufe: + 30.000                             |
| 2005 | Steh wieder auf Dein Lieblings Album                     | DE14 (10 Wo.)DE | AT28 (11 Wo.)AT | — | Erstveröffentlichung: 23. September 2005 mit Harris als Deine Lieblings Rapper       |
| 2006 | Wahlkampf Aggro Ansage Nr. 5 (Sampler)                   | DE36 (9 Wo.)DE | AT33 (9 Wo.)AT | — | Erstveröffentlichung: 24. Februar 2006 mit G-Hot                                     |
| 2006 | Straßenjunge Ich                                         | DE20 (9 Wo.)DE | AT25 (8 Wo.)AT | — | Erstveröffentlichung: 24. November 2006                                              |
| 2006 | Weihnachtssong Aggro Ansage Nr. 3 (Sampler)              | DE34 (15 Wo.)DE | AT38 (3 Wo.)AT | — | Erstveröffentlichung: 1. Dezember 2006                                               |
| 2007 | Ein Teil von mir Ich                                     | DE14 (12 Wo.)DE | AT24 (9 Wo.)AT | CH46 (7 Wo.)CH | Erstveröffentlichung: 2. Februar 2007 Verkäufe: + 30.000                             |
| 2007 | Schlechtes Vorbild Ich                                   | DE18 ×2Doppelplatin · (11 Wo.)DE | AT18 (27 Wo.)AT | CH43 (16 Wo.)CH | Erstveröffentlichung: 1. Juni 2007 Verkäufe: + 600.000                               |
| 2008 | Augen auf / Halt dein Maul Ich und meine Maske           | DE7 Platin · (12 Wo.)DE | AT13 (20 Wo.)AT | CH29 (20 Wo.)CH | Erstveröffentlichung: 16. Mai 2008 Verkäufe: + 300.000                               |
| 2008 | Carmen Ich und meine Maske                               | DE17 Gold · (13 Wo.)DE | AT18 (13 Wo.)AT | CH72 (4 Wo.)CH | Erstveröffentlichung: 25. Juli 2008 Verkäufe: + 150.000                              |
| 2008 | Herz Ich und meine Maske                                 | DE19 (9 Wo.)DE | AT19 (18 Wo.)AT | CH39 (21 Wo.)CH | Erstveröffentlichung: 3. Oktober 2008                                                |
| 2009 | Beweg dein Arsch Ich und meine Maske (Deluxe-Edition)    | DE17 (10 Wo.)DE | AT34 (11 Wo.)AT | CH100 (1 Wo.)CH | Erstveröffentlichung: 21. Januar 2009 feat. Kitty Kat & Tony D                       |
| 2009 | Nein! Ich und meine Maske                                | DE29 Gold · (19 Wo.)DE | AT42 (15 Wo.)AT | — | Erstveröffentlichung: 30. Januar 2009 Verkäufe: + 150.000; feat. Doreen              |
| 2009 | Hey du! Aggro Berlin                                     | DE4 Gold · (16 Wo.)DE | AT12 (14 Wo.)AT | CH21 (11 Wo.)CH | Erstveröffentlichung: 16. Oktober 2009 Verkäufe: + 150.000                           |
| 2009 | Geburtstag Aggro Berlin                                  | DE91 (2 Wo.)DE | — | — | Erstveröffentlichung: 30. November 2009                                              |
| 2010 | Sie bleibt Aggro Berlin                                  | DE21 (9 Wo.)DE | AT18 (11 Wo.)AT | CH39 (5 Wo.)CH | Erstveröffentlichung: 9. April 2010                                                  |
| 2010 | Der Himmel soll warten MTV Unplugged Live aus’m MV       | DE2 Platin · (26 Wo.)DE | AT4 (20 Wo.)AT | CH28 (8 Wo.)CH | Erstveröffentlichung: 11. Mai 2010 Verkäufe: + 300.000; feat. Adel Tawil             |
| 2010 | Da Da Da MTV Unplugged Live aus’m MV                     | DE56 (3 Wo.)DE | AT62 (2 Wo.)AT | — | Erstveröffentlichung: 10. September 2010 feat. Stephan Remmler; Original: Trio       |
| 2011 | So mach ich es 23                                        | DE23 (4 Wo.)DE | AT32 (7 Wo.)AT | CH37 (2 Wo.)CH | Erstveröffentlichung: 30. September 2011 mit Bushido als 23                          |
| 2011 | Geboren um frei zu sein Blutzbrüdaz – die Mukke zum Film | DE41 (7 Wo.)DE | AT19 (10 Wo.)AT | — | Erstveröffentlichung: 24. November 2011 feat. Rio Reiser                             |
| 2011 | Erwachsen sein 23                                        | DE29 (8 Wo.)DE | AT29 (6 Wo.)AT | — | Erstveröffentlichung: 9. Dezember 2011 mit Bushido als 23 feat. Peter Maffay         |
| 2012 | Hol doch die Polizei Blutzbrüdaz – Die Mukke Zum Film    | DE58 (4 Wo.)DE | AT46 (4 Wo.)AT | — | Erstveröffentlichung: 20. Januar 2012 mit B-Tight                                    |
| 2013 | Bilder im Kopf #Beste                                    | DE5 ×5Fünffachgold · (47 Wo.)DE | AT2 (39 Wo.)AT | CH4 Platin · (33 Wo.)CH | Erstveröffentlichung: 11. Januar 2013 Verkäufe: + 780.000                            |
| 2013 | Hier bin ich wieder 30-11-80                             | — | AT39 (5 Wo.)AT | — | Erstveröffentlichung: 1. November 2013                                               |
| 2013 | Einer dieser Steine 30-11-80                             | DE4 Platin · (17 Wo.)DE | AT12 (8 Wo.)AT | CH8 (10 Wo.)CH | Erstveröffentlichung: 15. November 2013 Verkäufe: + 300.000; feat. Mark Forster      |
| 2014 | Liebe 30-11-80                                           | DE13 ×2Doppelplatin · (36 Wo.)DE | AT10 (26 Wo.)AT | CH26 (8 Wo.)CH | Erstveröffentlichung: 7. März 2014 Verkäufe: + 600.000                               |
| 2015 | Ackan VI                                                 | DE40 (3 Wo.)DE | AT38 (1 Wo.)AT | CH44 (1 Wo.)CH | Erstveröffentlichung: 29. Mai 2015 feat. Dillon Cooper                               |
| 2015 | Löwenzahn VI                                             | DE67 (2 Wo.)DE | AT66 (1 Wo.)AT | CH60 (1 Wo.)CH | Erstveröffentlichung: 24. Juli 2015 feat. Olexesh                                    |
| 2015 | Astronaut VI                                             | DE1 Diamant · (43 Wo.)DE | AT1 (34 Wo.)AT | CH1 Gold · (37 Wo.)CH | Erstveröffentlichung: 14. August 2015 Verkäufe: + 1.015.000; feat. Andreas Bourani   |
| 2015 | Wiese vor dem Reichstag –                                | DE91 (2 Wo.)DE | — | — | Erstveröffentlichung: 28. September 2015                                             |
| 2016 | Hamdullah Das goldene Album                              | DE75 (1 Wo.)DE | — | — | Erstveröffentlichung: 23. Juni 2016                                                  |
| 2016 | Ganz unten Das goldene Album                             | DE89 (2 Wo.)DE | — | CH83 (1 Wo.)CH | Erstveröffentlichung: 21. Juli 2016 feat. Hanybal                                    |
| 2016 | Papa ist da Das goldene Album                            | — | — | CH88 (1 Wo.)CH | Erstveröffentlichung: 15. September 2016                                             |
| 2016 | Masafaka Das goldene Album                               | DE34 (4 Wo.)DE | AT43 (3 Wo.)AT | CH25 (4 Wo.)CH | Erstveröffentlichung: 14. November 2016 feat. Kool Savas                             |
| 2017 | Royal Bunker                                             | DE65 (3 Wo.)DE | — | CH83 (1 Wo.)CH | Erstveröffentlichung: 10. Juli 2017 mit Kool Savas                                   |
| 2017 | Normale Leute Royal Bunker                               | DE69 (1 Wo.)DE | — | CH95 (1 Wo.)CH | Erstveröffentlichung: 25. August 2017 mit Kool Savas feat. Marteria                  |
| 2017 | Neue Welt Royal Bunker                                   | DE29 (5 Wo.)DE | AT48 (2 Wo.)AT | CH59 (2 Wo.)CH | Erstveröffentlichung: 22. September 2017 mit Kool Savas feat. Lakmann                |
| 2018 | Tausend Tattoos Kronjuwelen                              | DE2 ×3Dreifachgold · (29 Wo.)DE | AT3 (28 Wo.)AT | CH3 (26 Wo.)CH | Erstveröffentlichung: 26. Oktober 2018 Verkäufe: + 600.000                           |
| 2018 | 4 Uhr nachts Kronjuwelen                                 | DE25 (3 Wo.)DE | AT43 (2 Wo.)AT | CH32 (2 Wo.)CH | Erstveröffentlichung: 30. November 2018 feat. Haftbefehl & Kool Savas                |
| 2019 | Wie Papa Ich und keine Maske                             | DE17 (4 Wo.)DE | AT13 (2 Wo.)AT | CH18 Gold · (2 Wo.)CH | Erstveröffentlichung: 10. Mai 2019 Verkäufe: + 10.000                                |
| 2019 | Das Buch Ich und keine Maske                             | DE19 (4 Wo.)DE | AT16 (2 Wo.)AT | CH22 Gold · (2 Wo.)CH | Erstveröffentlichung: 24. Mai 2019 Verkäufe: + 10.000                                |
| 2019 | Melatonin Ich und keine Maske                            | DE19 Gold · (5 Wo.)DE | AT22 (2 Wo.)AT | CH25 Gold · (2 Wo.)CH | Erstveröffentlichung: 13. Juni 2019 Verkäufe: + 210.000 feat. Yonii & Beka           |
| 2019 | Energie Ich und keine Maske                              | DE10 (8 Wo.)DE | AT11 (5 Wo.)AT | CH22 Gold · (3 Wo.)CH | Erstveröffentlichung: 11. Juli 2019 Verkäufe: + 10.000 feat. Luciano                 |
| 2019 | Leben vor dem Tod Ich und keine Maske                    | DE22 Gold · (14 Wo.)DE | AT34 (2 Wo.)AT | CH12 Gold · (17 Wo.)CH | Erstveröffentlichung: 1. August 2019 Verkäufe: + 210.000 feat. Monchi                |
| 2019 | High Ich und keine Maske                                 | DE16 (7 Wo.)DE | AT22 (3 Wo.)AT | CH18 (6 Wo.)CH | Erstveröffentlichung: 29. August 2019 feat. Kool Savas & Samra                       |
| 2019 | Pyramiden Ich und keine Maske                            | DE38 Gold · (10 Wo.)DE | AT50 (2 Wo.)AT | CH47 (2 Wo.)CH | Erstveröffentlichung: 19. September 2019 Verkäufe: + 200.000; feat. Johannes Oerding |
| 2020 | Monet –                                                  | DE9 Gold · (16 Wo.)DE | AT29 (3 Wo.)AT | CH74 (1 Wo.)CH | Erstveröffentlichung: 16. Oktober 2020 Verkäufe: + 300.000; mit Alligatoah           |
| 2021 | Mit dir Paul                                             | DE3 Platin · (37 Wo.)DE | AT9 (24 Wo.)AT | CH12 (19 Wo.)CH | Erstveröffentlichung: 18. November 2021 Verkäufe: + 400.000                          |
| 2022 | Nie mehr zurück –                                        | DE24 (4 Wo.)DE | — | CH86 (1 Wo.)CH | Erstveröffentlichung: 19. Mai 2022 mit Bozza, Badmómzjay & Kool Savas                |
| 2022 | Keine Party –                                            | DE99 (1 Wo.)DE | — | — | Erstveröffentlichung: 9. Juni 2022 mit Selmon & Jumpa                                |
| 2022 | Versager Paul                                            | DE18 (5 Wo.)DE | AT21 (2 Wo.)AT | CH22 (1 Wo.)CH | Erstveröffentlichung: 22. September 2022                                             |
| 2022 | Medizin Paul                                             | DE13 (5 Wo.)DE | AT28 (2 Wo.)AT | CH27 (2 Wo.)CH | Erstveröffentlichung: 20. Oktober 2022 feat. Jamule                                  |
| 2022 | Liebst du mich Paul                                      | DE19 (13 Wo.)DE | AT37 (1 Wo.)AT | CH42 (3 Wo.)CH | Erstveröffentlichung: 10. November 2022                                              |
| 2022 | Sterne Paul                                              | DE31 (5 Wo.)DE | AT46 (2 Wo.)AT | CH40 (3 Wo.)CH | Erstveröffentlichung: 1. Dezember 2022 feat. Bozza                                   |
| 2023 | Spät nach Haus –                                         | DE11 (8 Wo.)DE | AT21 (3 Wo.)AT | CH27 (3 Wo.)CH | Erstveröffentlichung: 6. Januar 2023 mit The Cratez & Kontra K feat. Montez          |
| 2023 | Du liebst mich nicht –                                   | DE32 (2 Wo.)DE | AT64 (1 Wo.)AT | CH43 (1 Wo.)CH | Erstveröffentlichung: 19. Oktober 2023 Original: Sabrina Setlur                      |
| Folgende Lieder erschienen nicht als Single, wurden aber durch das Album zum Download und Streaming bereitgestellt und konnten somit eine Platzierung erlangen: |                                                          | | | |                                                                                      |
| |                                                          | | | |                                                                                      |
| 2012 | Endstation (Live) Blutzbrüdaz – die Mukke zum Film       | — | AT73 (2 Wo.)AT | — | Charteinstieg: 13. Januar 2012                                                       |
| 2013 | Arbeit 30-11-80                                          | DE33 (3 Wo.)DE | AT63 (1 Wo.)AT | — | Charteinstieg: 13. Dezember 2013 feat. Helge Schneider                               |
| 2013 | Maskerade 30-11-80                                       | DE56 (1 Wo.)DE | AT20 (1 Wo.)AT | — | Charteinstieg: 13. Dezember 2013 feat. Genetikk & Marsimoto                          |
| 2013 | Fühl dich frei 30-11-80                                  | DE99 (1 Wo.)DE | — | — | Charteinstieg: 13. Dezember 2013                                                     |
| 2015 | Gürtel am Arm VI                                         | DE72 (1 Wo.)DE | — | — | Charteinstieg: 11. September 2015                                                    |
| 2015 | Zuhause ist die Welt noch in Ordnung VI                  | DE80 (1 Wo.)DE | — | CH47 (3 Wo.)CH | Charteinstieg: 11. September 2015 feat. Adel Tawil                                   |
| 2015 | Vom Frust der Reichen VI                                 | DE91 (1 Wo.)DE | — | — | Charteinstieg: 11. September 2015                                                    |
| 2015 | Zu wahr VI                                               | DE92 (1 Wo.)DE | — | — | Charteinstieg: 11. September 2015                                                    |
| 2015 | Für ewig VI                                              | DE97 (1 Wo.)DE | — | — | Charteinstieg: 11. September 2015                                                    |
| 2017 | Haste nich gesehen Royal Bunker                          | DE63 (1 Wo.)DE | — | CH67 (1 Wo.)CH | Charteinstieg: 6. Oktober 2017 mit Kool Savas                                        |
| 2017 | Jedes Wort ist Gold wert Royal Bunker                    | DE72 (1 Wo.)DE | — | CH62 (1 Wo.)CH | Charteinstieg: 6. Oktober 2017 mit Kool Savas                                        |
| 2017 | Unterschied Royal Bunker                                 | DE90 (1 Wo.)DE | — | — | Charteinstieg: 6. Oktober 2017 mit Kool Savas                                        |
| 2017 | Wenn ich oben bin Royal Bunker                           | DE93 (1 Wo.)DE | — | — | Charteinstieg: 6. Oktober 2017 mit Kool Savas                                        |
| 2017 | Hall of Fame Royal Bunker                                | DE98 (1 Wo.)DE | — | — | Charteinstieg: 6. Oktober 2017 mit Kool Savas                                        |
| 2017 | Freund/Feind Royal Bunker                                | DE100 (1 Wo.)DE | — | — | Charteinstieg: 6. Oktober 2017 mit Kool Savas                                        |
| 2019 | 2002 Ich und keine Maske                                 | DE6 ×3Dreifachgold · (42 Wo.)DE | AT7 Platin · (23 Wo.)AT | CH5 Gold · (17 Wo.)CH | Charteinstieg: 4. Oktober 2019 Verkäufe: + 640.000; feat. Apache 207                 |
| 2022 | 3 Monde Paul                                             | DE55 (1 Wo.)DE | — | CH55 (1 Wo.)CH | Charteinstieg: 16. Dezember 2022                                                     |

### Als Gastmusiker
| Jahr | Titel Album                                                               | Höchstplatzierung, Gesamtwochen, AuszeichnungChartplatzierungen (Jahr, Titel, Album, Platzierungen, Wochen, Auszeichnungen, Anmerkungen) | Höchstplatzierung, Gesamtwochen, AuszeichnungChartplatzierungen (Jahr, Titel, Album, Platzierungen, Wochen, Auszeichnungen, Anmerkungen) | Höchstplatzierung, Gesamtwochen, AuszeichnungChartplatzierungen (Jahr, Titel, Album, Platzierungen, Wochen, Auszeichnungen, Anmerkungen) | Anmerkungen |
| Jahr | Titel Album                                                               | DE | AT | CH | Anmerkungen |
| --- | ------------------------------------------------------------------------- | --- | --- | --- | --- |
| 2005 | Hände hoch "Epo$"                                                         | — | — | — | Erstveröffentlichung: 2005 Battle Rapp feat. Sido                                                                          |
| 2006 | Sureshot HyperSexyConscious                                               | DE34 (9 Wo.)DE | — | — | Erstveröffentlichung: 28. April 2006 Tomcraft feat. Sido & Tai Jason                                                       |
| 2007 | Kettenreaktion G.B.Z. Oholika III                                         | — | — | — | Erstveröffentlichung: 2. November 2007 Spezializtz feat. Sido                                                              |
| 2007 | Wir reißen den Club ab Glänzend                                           | — | — | — | Erstveröffentlichung: 2. November 2007 Hecklah & Coch feat. Sido                                                           |
| 2009 | Das System (die Kleinen Dinge) Sexismus gegen Rechts                      | DE89 (1 Wo.)DE | — | — | Erstveröffentlichung: 12. September 2009 K.I.Z feat. Sido                                                                  |
| 2010 | Ne Leiche Kontrastprogramm                                                | DE— GoldDE | — | — | Erstveröffentlichung: 3. Dezember 2010 Verkäufe: + 150.000; SDP feat. Sido                                                 |
| 2011 | Kein Morgen –                                                             | — | — | — | Erstveröffentlichung: 27. Mai 2011 Nazar feat. Sido & RAF 3.0                                                              |
| 2011 | Ick liebe Dir –                                                           | DE33 (3 Wo.)DE | AT50 (1 Wo.)AT | — | Erstveröffentlichung: 15. Juli 2011 Mario Barth feat. Sido                                                                 |
| 2012 | Du willst mir an die Wäsche (Live in Berlin) Live in Berlin               | DE— aDE | AT— aAT | — | Erstveröffentlichung: 12. Juli 2012 Jennifer Rostock feat. Sido                                                            |
| 2012 | Die Nacht von Freitag auf Montag Die bekannteste unbekannte Band der Welt | DE— GoldDE | — | — | Erstveröffentlichung: 14. September 2012 Verkäufe: + 150.000; SDP feat. Sido                                               |
| 2013 | Liebs oder lass es D.N.A.                                                 | DE33 Platin · (11 Wo.)DE | — | — | Erstveröffentlichung: 12. Juli 2013 Verkäufe: + 600.000; Genetikk feat. Sido                                               |
| 2013 | Aschenflug Lieder                                                         | DE18 (6 Wo.)DE | AT33 (3 Wo.)AT | CH41 (1 Wo.)CH | Erstveröffentlichung: 1. November 2013 Adel Tawil feat. Prinz Pi & Sido                                                    |
| 2014 | Au revoir Bauch und Kopf                                                  | DE2 Diamant · (65 Wo.)DE | AT2 Gold · (50 Wo.)AT | CH6 Platin · (41 Wo.)CH | Erstveröffentlichung: 6. Juni 2014 Verkäufe: + 1.045.000; Mark Forster feat. Sido                                          |
| 2014 | Gheddo Reloaded Deutscher Traum                                           | DE74 (2 Wo.)DE | — | — | Erstveröffentlichung: 31. Oktober 2014 Eko Fresh feat. Sido                                                                |
| 2015 | Best Day Crystals                                                         | — | — | — | Erstveröffentlichung: 20. Februar 2015 Eskimo Callboy feat. Sido                                                           |
| 2016 | Wie ein Mann (Prachtkerle Remix) Schwermetall                             | — | — | — | Erstveröffentlichung: 22. April 2016 Pedaz feat. MoTrip, Silla, JokA, RAF Camora, Sinan-G, Joshi Mizu, Blut & Kasse & Sido |
| 2016 | Triumph Essahdamus                                                        | DE28 (4 Wo.)DE | AT28 (1 Wo.)AT | CH31 (3 Wo.)CH | Erstveröffentlichung: 14. Oktober 2016 Kool Savas feat. Sido, Azad & Adesse                                                |
| 2017 | Bullen, Schweine Die bunte Seite der Macht                                | — | — | — | Erstveröffentlichung: 24. Februar 2017 SDP feat. Sido                                                                      |
| 2017 | Blau Karussell                                                            | DE30 Platin · (20 Wo.)DE | — | — | Erstveröffentlichung: 21. April 2017 Verkäufe: + 400.000; Amanda feat. Sido                                                |
| 2018 | Yallah Habibi The Time Is Now                                             | DE67 (7 Wo.)DE | — | CH36 (3 Wo.)CH | Erstveröffentlichung: 1. Juni 2018 DJ Antoine feat. Sido & Moe Phoenix                                                     |
| 2018 | Limewire –                                                                | — | — | — | Erstveröffentlichung: 7. Dezember 2018 Mauli feat. Tarek K.I.Z, Sido & Bausa                                               |
| 2019 | Strand Berlin Dakar                                                       | — | — | — | Erstveröffentlichung: 1. Februar 2019 Adesse feat. Sido                                                                    |
| 2019 | Alles so gewollt Bela                                                     | — | — | — | Erstveröffentlichung: 10. Oktober 2019 Azero feat. Sido                                                                    |
| 2019 | Meine 3 Minuten –                                                         | DE33 (4 Wo.)DE | AT51 (2 Wo.)AT | CH4 (10 Wo.)CH | Erstveröffentlichung: 10. November 2019 Freschta Akbarzada feat. Sido                                                      |
| 2020 | Fake Blueberry Boyz                                                       | — | — | — | Erstveröffentlichung: 10. Januar 2020 Estikay feat. Sido                                                                   |
| 2020 | Dynamit –                                                                 | DE81 (1 Wo.)DE | — | — | Erstveröffentlichung: 31. Januar 2020 Edin feat. Sido                                                                      |
| 2020 | Lost Atlantis                                                             | DE36 (2 Wo.)DE | — | — | Erstveröffentlichung: 14. März 2020 Fler feat. Sido                                                                        |
| 2020 | Triqueta Reasonable Kraut                                                 | — | — | — | Erstveröffentlichung: 24. Juli 2020 Lakmann & Rooq feat. Kool Savas, Sido & Chinch 33                                      |
| 2020 | Alien This Is Iggy                                                        | — | — | — | Erstveröffentlichung: 21. August 2020 Iggy feat. Sido                                                                      |
| 2020 | Baboss –                                                                  | — | — | — | Erstveröffentlichung: 21. August 2020 Defkhan feat. Sido                                                                   |
| 2020 | Dicka was Aghori                                                          | DE14 (6 Wo.)DE | AT48 (1 Wo.)AT | CH43 (1 Wo.)CH | Erstveröffentlichung: 18. September 2020 Kool Savas feat. Sido & Nessi                                                     |
| 2020 | Superpapa Oh Yeah!                                                        | — | — | — | Erstveröffentlichung: 16. Oktober 2020 Dikka feat. Siggi                                                                   |
| 2020 | Keine Angst (Horrorcamp Song) –                                           | DE73 (1 Wo.)DE | — | — | Erstveröffentlichung: 30. Oktober 2020 Knossi feat. Sido, Manny Marc & Sascha Hellinger                                    |
| 2020 | Schöner Tag Blaue Stunde                                                  | DE27 (1 Wo.)DE | AT49 (1 Wo.)AT | CH38 (1 Wo.)CH | Erstveröffentlichung: 6. November 2020 Gentleman feat. Sido                                                                |
| 2020 | Woher –                                                                   | DE9 (2 Wo.)DE | AT18 (1 Wo.)AT | CH42 (1 Wo.)CH | Erstveröffentlichung: 19. November 2020 Bozza feat. Sido                                                                   |
| 2020 | Hol die Nadel raus (Remix) –                                              | — | — | — | Erstveröffentlichung: 27. November 2020 Lonyen feat. Sido                                                                  |
| 2020 | Heiligenschein –                                                          | — | — | — | Erstveröffentlichung: 4. Dezember 2020 Knossi feat. Sido, Manny Marc & Sascha Hellinger                                    |
| 2021 | Eines Tages Widder                                                        | DE70 (1 Wo.)DE | — | — | Erstveröffentlichung: 23. März 2021 Fler feat. Sido, Bass Sultan Hengzt & Cassandra Steen                                  |
| 2021 | Leere Hände –                                                             | DE2 Gold · (12 Wo.)DE | AT5 (8 Wo.)AT | CH5 (13 Wo.)CH | Erstveröffentlichung: 8. April 2021 Verkäufe: + 200.000; Santos feat. Sido & Samra                                         |
| 2021 | Weggefährten –                                                            | — | — | — | Erstveröffentlichung: 28. Mai 2021 Knossi feat. Sido, Manny Marc & Sascha Hellinger                                        |
| 2021 | Pink Panther 2 Gringoworld                                                | DE36 (1 Wo.)DE | AT63 (1 Wo.)AT | CH57 (1 Wo.)CH | Erstveröffentlichung: 6. August 2021 Gringo feat. Sido & DJ Desue                                                          |
| 2021 | Angelcamp –                                                               | — | — | — | Erstveröffentlichung: 3. September 2021 Knossi feat. Sido, Manny Marc & Sascha Hellinger                                   |
| 2021 | Happy End Metamorphose                                                    | DE12 (6 Wo.)DE | AT24 (3 Wo.)AT | CH30 (2 Wo.)CH | Erstveröffentlichung: 15. Oktober 2021 Vanessa Mai feat. Sido                                                              |
| 2022 | Allein Glücklich unzufrieden                                              | DE39 (1 Wo.)DE | — | — | Erstveröffentlichung: 23. Februar 2022 Bozza feat. Sido & Gini                                                             |
| 2022 | T-Shirt & Jeans 2.0 Hall of Fame                                          | DE— bDE | — | — | Erstveröffentlichung: 1. April 2022 Frauenarzt feat. Sido                                                                  |
| 2022 | Follow Für den Himmel durch die Hölle                                     | DE3 Gold · (31 Wo.)DE | AT8 (18 Wo.)AT | CH23 (8 Wo.)CH | Erstveröffentlichung: 7. Juli 2022 Verkäufe: + 200.000; Kontra K feat. Leony & Sido                                        |
| 2022 | Made Man Hoez & Broz II                                                   | DE— cDE | — | — | Erstveröffentlichung: 22. Juli 2022 Cashmo feat. Sido                                                                      |
| 2023 | Ich liebe dich –                                                          | DE4 (5 Wo.)DE | AT14 (2 Wo.)AT | CH8 (3 Wo.)CH | Erstveröffentlichung: 24. Februar 2023 Samra feat. Sido                                                                    |
| 2023 | Dieses eine Mal Blackout                                                  | DE11 (3 Wo.)DE | AT35 (1 Wo.)AT | CH40 (1 Wo.)CH | Erstveröffentlichung: 29. März 2023 AK Ausserkontrolle feat. Kontra K & Sido                                               |
| 2023 | Doktor Life Is Pain                                                       | DE22 (2 Wo.)DE | AT67 (1 Wo.)AT | CH54 (1 Wo.)CH | Erstveröffentlichung: 29. Juni 2023 PA Sports feat. Alies, Haftbefehl & Sido                                               |
| 2024 | Schwarz Interpol                                                          | DE62 (1 Wo.)DE | — | — | Erstveröffentlichung: 29. Februar 2024 Kolja Goldstein feat. Sido                                                          |
| 2024 | Regen auf der Fahrbahn Vladyslav                                          | DE61 (1 Wo.)DE | — | CH52 (1 Wo.)CH | Erstveröffentlichung: 14. März 2024 Capital Bra feat. Gringo & Sido                                                        |
| 2024 | Jacky Keine Intelligenz                                                   | DE99 (1 Wo.)DE | — | — | Erstveröffentlichung: 22. März 2024 Marsimoto feat. Marteria & Sido                                                        |
| 2024 | Rap Genius                                                                | DE57 (1 Wo.)DE | — | CH81 (1 Wo.)CH | Erstveröffentlichung: 19. April 2024 Kool Savas feat. Samra & Sido                                                         |
| 2024 | Mama hat gesagt Best Of – 25 Jahre SDP                                    | DE3 Gold · (… Wo.)DE | AT19 (45 Wo.)AT | CH46 (2 Wo.)CH | Erstveröffentlichung: 2. Mai 2024 Verkäufe: + 300.000; SDP feat. Esther Graf & Sido                                        |
| 2024 | Leben leben –                                                             | DE59 (1 Wo.)DE | — | CH91 (1 Wo.)CH | Erstveröffentlichung: 19. Juli 2024 Eldeno feat. Sido                                                                      |
| 2024 | Lovebomb –                                                                | DE26 (3 Wo.)DE | AT42 (1 Wo.)AT | CH47 (1 Wo.)CH | Erstveröffentlichung: 9. August 2024 Jamule feat. Sido                                                                     |
| 2024 | Pa aufs Maul –                                                            | DE84 (1 Wo.)DE | — | — | Erstveröffentlichung: 14. September 2024 Stefan Raab feat. Sido & Ski Aggu                                                 |
| 2024 | Geschlossene Augen –                                                      | DE4 (12 Wo.)DE | AT10 (5 Wo.)AT | CH12 (3 Wo.)CH | Erstveröffentlichung: 10. Oktober 2024 Santos feat. Sido                                                                   |
| 2025 | Erinnerung –                                                              | DE76 (1 Wo.)DE | — | — | Erstveröffentlichung: 13. März 2025 Blumengarten feat. Sido                                                                |
| Folgende Lieder erschienen nicht als Single, wurden aber durch das Album zum Download und Streaming bereitgestellt und konnten somit eine Platzierung erlangen: |                                                                           | | | | |
| |                                                                           | | | | |
| 2013 | Immer immer mehr NWA                                                      | — | AT62 (1 Wo.)AT | — | Charteinstieg: 5. Juli 2013 Shindy feat. Bushido & Sido                                                                    |
| 2015 | Mama war ne Schlampe HipHop fickt Pop                                     | DE95 (1 Wo.)DE | — | — | Charteinstieg: 24. April 2015 Addi Blanco feat. Julian & Yasin                                                             |
| 2017 | 110 Ich bin 3 Berliner                                                    | DE100 (1 Wo.)DE | — | — | Charteinstieg: 5. Mai 2017 Ufo361 feat. Sido                                                                               |
| 2021 | Weißt wie es ist 100 Pro                                                  | DE26 (2 Wo.)DE | AT41 (1 Wo.)AT | CH71 (1 Wo.)CH | Charteinstieg: 5. März 2021 Bausa feat. Sido                                                                               |

## Videoalben und Musikvideos

### Videoalben

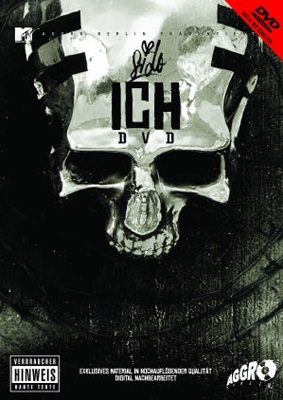
Frontcover zu Ich.

| Jahr | Titel Musiklabel                  | Höchstplatzierung, Gesamtwochen, AuszeichnungChartplatzierungen (Jahr, Titel, Musiklabel, Platzierungen, Wochen, Auszeichnungen, Anmerkungen) | Höchstplatzierung, Gesamtwochen, AuszeichnungChartplatzierungen (Jahr, Titel, Musiklabel, Platzierungen, Wochen, Auszeichnungen, Anmerkungen) | Höchstplatzierung, Gesamtwochen, AuszeichnungChartplatzierungen (Jahr, Titel, Musiklabel, Platzierungen, Wochen, Auszeichnungen, Anmerkungen) | Anmerkungen                                              |
| Jahr | Titel Musiklabel                  | DE | AT | CH | Anmerkungen                                              |
| ---- | --------------------------------- | --- | --- | --- | -------------------------------------------------------- |
| 2007 | Ich – DVD Aggro Berlin (GA)       | DE*DE | AT8 (1 Wo.)AT | CH*CH | Erstveröffentlichung: 1. Juni 2007 * siehe Ich           |
| 2014 | 30-11-80 Live Urban Records (UMG) | DE*DE | — | — | Erstveröffentlichung: 21. November 2014 * siehe 30-11-80 |

### Musikvideos
| Jahr | Titel                                           | Regie                                                |
| ---- | ----------------------------------------------- | ---------------------------------------------------- |
| 2001 | Hältst du es aus?                               |                                                      |
| 2002 | Westberlin                                      |                                                      |
| 2003 | Safe Sex                                        |                                                      |
| 2003 | Aggro Teil 2                                    |                                                      |
| 2003 | Weihnachtssong                                  |                                                      |
| 2003 | Interview                                       |                                                      |
| 2004 | Hände hoch                                      |                                                      |
| 2004 | Steig ein / Mein Block (Beathoavenz Remix)      | Daniel Harder                                        |
| 2004 | Fuffies im Club                                 | Daniel Harder                                        |
| 2004 | Aggro Gold / Neue Deutsche Welle / Aggro Teil 4 |                                                      |
| 2005 | Mama ist stolz                                  | Daniel Harder                                        |
| 2005 | Ey Yo!                                          |                                                      |
| 2005 | Steh wieder auf                                 | Daniel Harder                                        |
| 2005 | Gib mir die Flasche                             | Moritz Stumm                                         |
| 2005 | Wir bewahren die Haltung                        |                                                      |
| 2005 | Wahlkampf                                       | Daniel Harder                                        |
| 2006 | Straßenjunge                                    | Daniel Harder                                        |
| 2006 | Sureshot                                        | Bernd Wunder                                         |
| 2007 | Was ist Beef                                    | Priyésh Puthan-Valiyandi                             |
| 2007 | Ein Teil von mir                                | Daniel Harder                                        |
| 2007 | Schlechtes Vorbild                              | Specter Berlin                                       |
| 2007 | Kettenreaktion                                  | Siro Micheroli, Roman Peritz                         |
| 2007 | Wir reißen den Club ab                          |                                                      |
| 2007 | Keiner kann was machen                          |                                                      |
| 2008 | So machen wir das                               | Sido                                                 |
| 2008 | Augen auf                                       | Zoran Bihać                                          |
| 2008 | Halt dein Maul                                  |                                                      |
| 2008 | Carmen                                          |                                                      |
| 2008 | Herz                                            | Hinrich Pflug                                        |
| 2008 | Ghettopräsident                                 |                                                      |
| 2008 | Hundert Metaz / 5 krasse Rapper / So is es      |                                                      |
| 2009 | Geht nicht, gibts nicht                         | Sido                                                 |
| 2009 | Beweg dein Arsch                                | Sebastian Therre                                     |
| 2009 | Das System (die kleinen Dinge)                  | Guido Weiß                                           |
| 2009 | Hey du!                                         | Mikis Fontagnier                                     |
| 2009 | Hollywood                                       |                                                      |
| 2009 | Geburtstag                                      | Mikis Fontagnier                                     |
| 2009 | Rockstarz                                       |                                                      |
| 2009 | Ne Leiche                                       | Marvin Ströter                                       |
| 2010 | Der Tanz                                        | B-Tight                                              |
| 2010 | Sie bleibt                                      | Micky Suelzer                                        |
| 2010 | 2010                                            | Murat Aslan                                          |
| 2011 | Kein Morgen                                     | Ramon Rigoni                                         |
| 2011 | So mach ich es                                  | Specter Berlin                                       |
| 2011 | Erwachsen sein                                  | Specter Berlin                                       |
| 2011 | Geboren um frei zu sein                         | Özgür Yıldırım                                       |
| 2011 | Stell dir eine Welt vor                         | Lennart Brede                                        |
| 2012 | Hol doch die Polizei / Bis zur Sonne            | Murat Aslan                                          |
| 2012 | Der Chef                                        | DJ Desue, Sido                                       |
| 2012 | Die Nacht von Freitag auf Montag                |                                                      |
| 2012 | Meine Jordans                                   | Specter Berlin (Original) Adam Kubryn (Bonusversion) |
| 2012 | Bis ich nicht mehr bin                          |                                                      |
| 2012 | Bilder im Kopf                                  | Katja Kuhl                                           |
| 2012 | Wie war das noch mal                            | Felix Stienz                                         |
| 2013 | 30-11-80                                        |                                                      |
| 2013 | Einer dieser Steine                             | Joern Heitmann                                       |
| 2013 | Aschenflug                                      | Kim Frank                                            |
| 2013 | Maskerade                                       | Ramon Rigoni                                         |
| 2013 | Hier bin ich wieder                             | Chris Caliman                                        |
| 2014 | Fühl dich frei                                  | DJ Desue, Christian Pfeil                            |
| 2014 | Liebe                                           | Paul Ripke                                           |
| 2014 | Halt Stop                                       |                                                      |
| 2014 | Elektrisch                                      | Carina Steinmetz                                     |
| 2014 | Au revoir                                       | Kim Frank                                            |
| 2014 | Job verloren                                    | Katja Kuhl                                           |
| 2014 | Gheddo Reloaded                                 |                                                      |
| 2015 | Eazy                                            |                                                      |
| 2015 | Best Day                                        |                                                      |
| 2015 | Mama war ne Schlampe                            |                                                      |
| 2015 | Ackan                                           | Murat Aslan, DJ Desue                                |
| 2015 | Löwenzahn                                       | Lennart Brede                                        |
| 2015 | Gürtel am Arm                                   | Paul Ripke                                           |
| 2015 | Astronaut                                       | Andrea Guggenberger, Frank Hoffmann                  |
| 2015 | Wisch weg (OK)                                  | Juraj Fortwängler                                    |
| 2015 | Eier                                            | Boston George                                        |
| 2016 | Wie ein Mann (Prachtkerle Remix)                | Authentic Artworks                                   |
| 2016 | Zuhause ist die Welt noch in Ordnung            | Feliks Horn, Sebastian Tomczak                       |
| 2016 | Ich bin ein Berliner (Remix)                    | Pretty Dirty                                         |
| 2016 | Männer weinen nicht                             | Dustin Schöne                                        |
| 2016 | Hamdullah                                       | Boston George                                        |
| 2016 | Ganz unten                                      | Hanybal, Sido                                        |
| 2016 | Geuner                                          | Boston George                                        |
| 2016 | Papa ist da                                     | Mantas Jockus, Sido                                  |
| 2016 | Ja man                                          | Boston George                                        |
| 2016 | Masafaka                                        | Boston George                                        |
| 2016 | Loudpack                                        | Dennis Saemann                                       |
| 2016 | Wer hat das Gras weggeraucht?                   |                                                      |
| 2016 | Kein bisschen reifer                            | Daniel Sluga                                         |
| 2017 | Die Jungs dabei                                 | Tim Küster                                           |
| 2017 | Bullen, Schweine                                | Alexander Gellner                                    |
| 2017 | Blau                                            | Kim Frank                                            |
| 2017 | Royal Bunker                                    | Chehad Abdallah                                      |
| 2017 | Normale Leute                                   | Chehad Abdallah                                      |
| 2017 | Neue Welt                                       | Jakub Rzucidlo                                       |
| 2017 | Jedes Wort ist Gold wert                        | Shaho Casado                                         |
| 2018 | Haie                                            | Lennart Brede                                        |
| 2018 | Hodln                                           | Orkan Çe                                             |
| 2018 | Yallah Habibi                                   | CineAmsterdam                                        |
| 2018 | Tausend Tattoos                                 | Lennart Brede                                        |
| 2018 | 4 Uhr nachts                                    | Aleksandar Jelic, Juri Mazumdar                      |
| 2018 | Limewire                                        | Michael Jackson                                      |
| 2019 | Strand                                          |                                                      |
| 2019 | Wie Papa                                        | Plug, Jakub Rzucidlo, Tatjana Wenig                  |
| 2019 | Das Buch                                        | Plug, Jakub Rzucidlo                                 |
| 2019 | Melatonin                                       | Plug, Jakub Rzucidlo                                 |
| 2019 | Energie                                         | Plug, Jakub Rzucidlo                                 |
| 2019 | Leben vor dem Tod                               | Plug, Jakub Rzucidlo                                 |
| 2019 | Pyramiden                                       | Annelie Boros, Jakub Rzucidlo                        |
| 2019 | Meine 3 Minuten                                 | Aleksandar Jelic                                     |
| 2020 | Fake                                            |                                                      |
| 2020 | Alien                                           |                                                      |
| 2020 | Dicka was                                       | Philip Herbort                                       |
| 2020 | Superpapa                                       | Alexander Gellner                                    |
| 2020 | Monet                                           | OH MY                                                |
| 2020 | Schöner Tag                                     | Henning Brix                                         |
| 2020 | Woher                                           | End2End                                              |
| 2020 | Heiligenschein                                  |                                                      |
| 2021 | Leere Hände                                     | Jakub Rzucidlo                                       |
| 2021 | Pink Panther 2                                  | Orkan Çe                                             |
| 2021 | Happy End                                       | Mikis Fontagnier                                     |
| 2022 | Mit dir (Remix)                                 | Neco Çelik                                           |
| 2022 | T-Shirt & Jeans 2.0                             | Paul Henschel                                        |
| 2022 | Keine Party                                     | Iamu.wav                                             |
| 2022 | Follow                                          | Maximilian Diehn, Leon Schmidt                       |
| 2022 | Made Man                                        |                                                      |
| 2022 | Versager                                        | Jakub Rzucidlo, Tatjana Wenig                        |
| 2022 | Medizin                                         | Jakub Rzucidlo, Tatjana Wenig                        |
| 2022 | Liebst du mich                                  | Jakub Rzucidlo, Tatjana Wenig                        |
| 2022 | Sterne                                          | Jakub Rzucidlo, Tatjana Wenig                        |
| 2023 | Ich liebe dich                                  | Gordienko Films                                      |
| 2023 | Dieses eine Mal                                 | MacDuke                                              |
| 2023 | Doktor                                          | Leeroy Klauhs                                        |
| 2023 | Du liebst mich nicht                            | Jakub Rzucidlo                                       |
| 2024 | Schwarz                                         | Alexblitzz                                           |
| 2024 | Regen auf der Fahrbahn                          | Kai 309, Tom Voß                                     |
| 2024 | Jacky                                           | Jakob Grunert                                        |
| 2024 | Rap Genius                                      | Roman Romacher                                       |
| 2024 | Mama hat gesagt                                 | Timur Bartels, Serge Mattukat                        |
| 2024 | Leben leben                                     | Jason                                                |
| 2024 | Lovebomb                                        | Furkan Cetin, Sebastian Schuster                     |
| 2024 | Pa aufs Maul                                    |                                                      |
| 2024 | Geschlossene Augen                              | Jen Krause                                           |
| 2025 | Erinnerung                                      | Lukas Emil Klemm                                     |

## Hörbücher
| Jahr | Titel Musiklabel                    | Anmerkungen                                               |
| ---- | ----------------------------------- | --------------------------------------------------------- |
| 2017 | Rudi – Harte Luft Argon Verlag (AV) | Erstveröffentlichung: 26. Oktober 2017 Rolle: Onkel Siggi |

## Boxsets

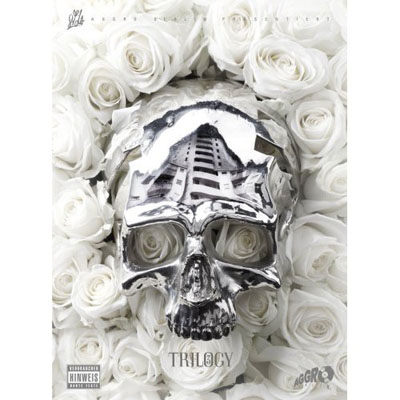
Frontcover zu Trilogy.

| Jahr | Titel Musiklabel                                       | Anmerkungen                                                         |
| ---- | ------------------------------------------------------ | ------------------------------------------------------------------- |
| 2008 | Trilogy Aggro Berlin (UMG)                             | Erstveröffentlichung: 5. Dezember 2008                              |
| 2020 | 8 Kostbarkeiten – Studio Vinyl Box Urban Records (UMG) | Erstveröffentlichung: 11. Dezember 2020 Verkäufe: 2.000 (limitiert) |

## Promoveröffentlichungen
| Jahr | Titel Album                               | Anmerkungen                                                   |
| ---- | ----------------------------------------- | ------------------------------------------------------------- |
| 2009 | Bock auf’n Beat (Marc Acardipane Remix) – | Erstveröffentlichung: 2009 Hassan Annouri feat. Sido & Harris |

| Jahr | Titel Album                                                       | Anmerkungen                                                             |
| ---- | ----------------------------------------------------------------- | ----------------------------------------------------------------------- |
| 2010 | Ein Teil von mir / Nein!* (Unplugged) MTV Unplugged Live aus’m MV | Erstveröffentlichung: 2010 *feat. Doreen                                |
| 2014 | Grenzenlos 30-11-80                                               | Erstveröffentlichung: 19. Februar 2014 feat. Marius Müller-Westernhagen |
| 2018 | Der Kommissar Falco – Sterben um zu leben                         | Erstveröffentlichung: 1. Juni 2018 feat. Falco                          |
| 2018 | Lieder / Bilder im Kopf (Live) Live aus der Wuhlheide Berlin      | Erstveröffentlichung: 23. November 2018 Adel Tawil feat. Sido           |

## Sonderveröffentlichungen

### Alben
| Jahr | Titel Musiklabel                   | Anmerkungen                                                           |
| ---- | ---------------------------------- | --------------------------------------------------------------------- |
| 2006 | Ich – Bonus Aggro Berlin (GA)      | Erstveröffentlichung: 1. Dezember 2006 Teil von Ich (Premium-Edition) |
| 2016 | Die goldenen Remixes Juice Magazin | Erstveröffentlichung: 20. Oktober 2016 Beilage im Juice-Magazin       |

| Jahr | Titel Musiklabel               | Anmerkungen |
| ---- | ------------------------------ | --- |
| 2018 | Wasch den Thron Selbstverlag   | Erstveröffentlichung: 6. Januar 2018 mit Kool Savas; nur während der Royal Bunker Tour erhältlich                  |
| 2018 | Roter Samt Selbstverlag        | Erstveröffentlichung: 21. Dezember 2018 nur während den Weihnachtsshows 2018 erhältlich                            |
| 2019 | #1 Selbstverlag                | Erstveröffentlichung: 11. November 2019 nur während der Tausend Tattoos Tour & den Weihnachtsshows 2019 erhältlich |
| 2022 | miXmas Selbstverlag            | Erstveröffentlichung: 14. Dezember 2022 nur während den Weihnachtsshows 2022 erhältlich                            |
| 2023 | Wie ihr wollt Selbstverlag     | Erstveröffentlichung: 24. Oktober 2023 nur während der Paul – Live mit dir Tour erhältlich                         |
| 2023 | Ho Ho Ho Selbstverlag          | Erstveröffentlichung: 14. Dezember 2023 nur während den Weihnachtsshows 2023 erhältlich                            |
| 2024 | Alle Jahre wieder Selbstverlag | Erstveröffentlichung: 11. Dezember 2024 nur während den Weihnachtsshows 2024 erhältlich                            |

### Lieder
| Jahr | Titel Album                                                                                  | Anmerkungen |
| ---- | -------------------------------------------------------------------------------------------- | --- |
| 2000 | Nutte BRP 3                                                                                  | Erstveröffentlichung: 2000 Taktloss feat. Martin B, Phoomunshoe & Sido                                                           |
| 2000 | Keep It Real BRP 4Life                                                                       | Erstveröffentlichung: 2000 Taktloss feat. Various Artists                                                                        |
| 2000 | Rapper im Visier Es gibt kein Battle!!!                                                      | Erstveröffentlichung: 2000 Orgasmus feat. B-Tight, Sido & Vokalmatador                                                           |
| 2000 | Groupsex … mit Pint und Pegel                                                                | Erstveröffentlichung: 2000 Rhymin Simon feat. Sido                                                                               |
| 2000 | Nigg’z für dich … sein Album                                                                 | Erstveröffentlichung: Mai 2000 B-Tight feat. Sido                                                                                |
| 2000 | Rap schickt uns … sein Album                                                                 | Erstveröffentlichung: Mai 2000 B-Tight feat. Calle & Sido                                                                        |
| 2000 | Sehr geil … sein Album                                                                       | Erstveröffentlichung: Mai 2000 B-Tight feat. Sido, JokA, Gauner & Vokalmatador                                                   |
| 2000 | Sladorama … sein Album                                                                       | Erstveröffentlichung: Mai 2000 B-Tight feat. Frauenarzt, Orgasmus, Sido, Taktloss, Viagra B., Vokalmatador & Rhymin Simon        |
| 2001 | Armageddon Tag der Abrechnung                                                                | Erstveröffentlichung: 2001 King Orgasmus One feat. B-Tight, Bass Sultan Hengzt, Basstard, Sido & Taktloss                        |
| 2001 | Gangster, Gangster!!! Tag der Abrechnung                                                     | Erstveröffentlichung: 2001 King Orgasmus One feat. Various Artists                                                               |
| 2001 | Männer Tag der Abrechnung                                                                    | Erstveröffentlichung: 2001 King Orgasmus One feat. B-Tight, Bass Sultan Hengzt, Sido & Calle                                     |
| 2001 | RapFrankenstein Tag der Abrechnung                                                           | Erstveröffentlichung: 2001 King Orgasmus One feat. B-Tight, Basstard, Sido, Rhymin Simon & Vokalmatador                          |
| 2002 | Jede Frau ist eine Plage Mein Kampf: Musik für Männer                                        | Erstveröffentlichung: 4. Juli 2002 King Orgasmus One feat. B-Tight & Sido                                                        |
| 2002 | Plan B Der Neger in mir EP                                                                   | Erstveröffentlichung: 28. Oktober 2002 B-Tight feat. Sido, Bushido & Bendt                                                       |
| 2002 | Samba Der Neger in mir EP                                                                    | Erstveröffentlichung: 28. Oktober 2002 B-Tight feat. Sido                                                                        |
| 2004 | Taxi Taxi Sparring                                                                           | Erstveröffentlichung: 19. Juli 2004 Olli Banjo feat. Sido                                                                        |
| 2004 | Ohh Shit (RMX) AggroberlinA (Single-B-Seite)                                                 | Erstveröffentlichung: 9. August 2004 Fler feat. Sido & Sentino                                                                   |
| 2004 | Lauf Über alles in der Welt                                                                  | Erstveröffentlichung: 27. September 2004 Hecklah & Coch feat. Sido                                                               |
| 2005 | Te Typy Drewnianej Małpy Rock                                                                | Erstveröffentlichung: 2005 DonGURALesko feat. Sido                                                                               |
| 2005 | Hände hoch "Epo$"                                                                            | Erstveröffentlichung: 14. Februar 2005 Battle Rapp feat. Sido                                                                    |
| 2005 | Abtörn Görl Neue Deutsche Welle                                                              | Erstveröffentlichung: 1. Mai 2005 Fler feat. Sido & Harris                                                                       |
| 2005 | Playboy Neue Deutsche Welle                                                                  | Erstveröffentlichung: 1. Mai 2005 Fler feat. Sido                                                                                |
| 2005 | 10 Minuten Schizogenie (Limited-Edition)                                                     | Erstveröffentlichung: 1. August 2005 Olli Banjo feat. Sido                                                                       |
| 2005 | OstWest Aus der Platte auf die Platte                                                        | Erstveröffentlichung: 12. September 2005 Joe Rilla feat. Sido                                                                    |
| 2005 | Badesong Numma Eyns                                                                          | Erstveröffentlichung: 16. September 2005 DJ Tomekk feat. Khia & Sido                                                             |
| 2005 | Salam alajkum (Boogie Down Berlin) Numma Eyns                                                | Erstveröffentlichung: 16. September 2005 DJ Tomekk feat. Xzibit & Deine Lieblings Rapper                                         |
| 2005 | Mach dir kein Kopf Gangstarboogie: Das Mixtape                                               | Erstveröffentlichung: 18. November 2005 MC Bogy feat. Sido                                                                       |
| 2006 | Mein Viertel F.L.E.R. 90210                                                                  | Erstveröffentlichung: 13. Januar 2006 Fler feat. Sido                                                                            |
| 2006 | Willkommen in Berlin F.L.E.R. 90210                                                          | Erstveröffentlichung: 13. Januar 2006 Fler feat. B-Tight, Frauenarzt, G-Hot, Megaloh, MC Bogy, Sido, Harris, Shizoe & Tony D     |
| 2006 | Drogasexgwaltrap I gega d’Schwiiz                                                            | Erstveröffentlichung: 24. Februar 2006 Gimma feat. Sido                                                                          |
| 2006 | So bin ich Berliner Schnauze                                                                 | Erstveröffentlichung: 3. März 2006 BassSultanHengzt feat. Sido                                                                   |
| 2006 | Sureshot HyperSexyConscious                                                                  | Erstveröffentlichung: 31. März 2006 Tomcraft feat. Sido & Tai Jason                                                              |
| 2006 | Verrückt wie krass Trendsetter                                                               | Erstveröffentlichung: 23. Juni 2006 Fler feat. Sido                                                                              |
| 2006 | Scheiß auf dein Club Blut gegen Blut                                                         | Erstveröffentlichung: 14. Juli 2006 Massiv feat. Sido                                                                            |
| 2006 | Alle wollen cool sein Bad Boys 2                                                             | Erstveröffentlichung: 13. Oktober 2006 MOK feat. B-Tight, Mesut, Sido & Tony D                                                   |
| 2006 | Titten & Popo’z Aggrogant                                                                    | Erstveröffentlichung: 17. November 2006 G-Hot feat. Sido & B-Tight                                                               |
| 2007 | Was is Beef? Airmax Muzik                                                                    | Erstveröffentlichung: 2. Februar 2007 Fler feat. Sido & Alpa Gun                                                                 |
| 2007 | Zaster, Zaster Willkommen in Abschaumcity                                                    | Erstveröffentlichung: 30. März 2007 MC Bogy feat. Frauenarzt & Sido                                                              |
| 2007 | Hör nicht auf Neger Neger                                                                    | Erstveröffentlichung: 27. April 2007 B-Tight feat. Sido                                                                          |
| 2007 | Ich lebe meinen Traum Killatape 2                                                            | Erstveröffentlichung: 4. Mai 2007 Automatikk feat. Sido                                                                          |
| 2007 | Scheiß egal Sexurlaub                                                                        | Erstveröffentlichung: 18. Mai 2007 Manny Marc, Corus 86 & DJ Reckless feat. Sido                                                 |
| 2007 | Intro Hustler                                                                                | Erstveröffentlichung: 25. Mai 2007 MOK feat. Sido                                                                                |
| 2007 | Straßenmukke (Remix) Hustler                                                                 | Erstveröffentlichung: 25. Mai 2007 MOK feat. Sido & Fler                                                                         |
| 2007 | Weiterlaufen Geladen und entsichert                                                          | Erstveröffentlichung: 25. Mai 2007 Alpa Gun feat. Sido                                                                           |
| 2007 | Geld im Portmonee Ein Level weiter                                                           | Erstveröffentlichung: 29. Juni 2007 Greckoe feat. Sido                                                                           |
| 2007 | Kettenreaktion G.B.Z. Oholika III                                                            | Erstveröffentlichung: 27. Juli 2007 Spezializtz feat. Sido                                                                       |
| 2007 | Asozialen-Lifestyle Aus Liebe zum Spiel                                                      | Erstveröffentlichung: 29. Juli 2007 Snaga & Pillath feat. Sido                                                                   |
| 2007 | Wenn es einen Gott gibt Das Original                                                         | Erstveröffentlichung: 3. August 2007 Celina feat. Sido                                                                           |
| 2007 | Auf und ab Totalschaden                                                                      | Erstveröffentlichung: 14. September 2007 Tony D feat. Sido                                                                       |
| 2007 | Knochen gebrochen Totalschaden (Premium Edition)                                             | Erstveröffentlichung: 14. September 2007 Tony D feat. B-Tight, Kitty Kat & Sido                                                  |
| 2007 | Seelenfrieden Der Schmetterlingseffekt                                                       | Erstveröffentlichung: 14. September 2007 Bass Sultan Hengzt feat. Sido                                                           |
| 2007 | 100 % Sektenmuzik Psychose                                                                   | Erstveröffentlichung: 28. September 2007 Grüne Medizin feat. Alpa Gun, B-Tight, Bendt, Fuhrman, Greckoe, MOK, Sido & Tony D      |
| 2007 | Wir reißen den Club ab Glänzend                                                              | Erstveröffentlichung: 23. November 2007 Hecklah & Coch feat. Sido                                                                |
| 2008 | Chefsache Fremd im eigenen Land                                                              | Erstveröffentlichung: 25. Januar 2008 Fler feat. Sido                                                                            |
| 2008 | Therapie Fremd im eigenen Land (Premium Edition)                                             | Erstveröffentlichung: 25. Januar 2008 Fler feat. Sido                                                                            |
| 2008 | Puff Puff Zwiespalt (Grau)                                                                   | Erstveröffentlichung: 27. Januar 2008 Basstard feat. Sido & Harris                                                               |
| 2008 | 4 Asse Feiern mit den Pleitegeiern                                                           | Erstveröffentlichung: 22. März 2008 Die Atzen feat. Sido, B-Tight & Kamila                                                       |
| 2008 | Zaster Zaster Feuchte Träume – Gastparts III                                                 | Erstveröffentlichung: 23. Mai 2008 Frauenarzt feat. Sido & MC Bogy                                                               |
| 2008 | Ghettopräsident Pt. 2 Jenseits von Eden                                                      | Erstveröffentlichung: 30. Mai 2008 Automatikk feat. Alpa Gun, Bass Sultan Hengzt & Sido                                          |
| 2008 | Bevor ich geh Deutsch-Rap-Hooligan                                                           | Erstveröffentlichung: 8. August 2008 Joe Rilla feat. Sido                                                                        |
| 2008 | Schlaflos Südberlin Maskulin                                                                 | Erstveröffentlichung: 29. August 2008 Frank White & Godsilla feat. Sido & Ozan                                                   |
| 2008 | Beste Zu zweit allein                                                                        | Erstveröffentlichung: 17. Oktober 2008 Marsimoto feat. Sido                                                                      |
| 2008 | Schaukelpferd Goldständer (Premium-Edition)                                                  | Erstveröffentlichung: 31. Oktober 2008 B-Tight feat. Sido & Shizoe                                                               |
| 2009 | Nicht mit mir Zahltag                                                                        | Erstveröffentlichung: 6. März 2009 Bass Sultan Hengzt feat. Sido                                                                 |
| 2009 | Du brauchst mich Check mich aus (Single-B-Seite)                                             | Erstveröffentlichung: 20. März 2009 Fler feat. Sido                                                                              |
| 2009 | Hey Hey Hey The Album                                                                        | Erstveröffentlichung: 13. März 2009 Sir Colin feat. Sido, Kitty Kat & Tony D                                                     |
| 2009 | Macht & Ruhm Fler                                                                            | Erstveröffentlichung: 27. März 2009 Fler feat. Sido                                                                              |
| 2009 | Straßenmucke 2009 Most Wanted                                                                | Erstveröffentlichung: 26. Juni 2009 MOK feat. Sido                                                                               |
| 2009 | Das System (Die kleinen Dinge) Sexismus gegen Rechts                                         | Erstveröffentlichung: 10. Juli 2009 K.I.Z feat. Sido                                                                             |
| 2009 | Bock auf’n Beat International                                                                | Erstveröffentlichung: 31. Juli 2009 Hassan Annouri feat. Sido & Harris                                                           |
| 2009 | Mit dir Miyo!                                                                                | Erstveröffentlichung: 4. September 2009 Kitty Kat feat. Sido                                                                     |
| 2009 | Keine Gegnaz Für die Gegnaz!                                                                 | Erstveröffentlichung: 11. September 2009 Tony D feat. Sido                                                                       |
| 2009 | Das ist die Straße Der Ghettotraum in Handarbeit                                             | Erstveröffentlichung: 6. November 2009 Massiv feat. Sido                                                                         |
| 2009 | Alles Tamam Volume Maximum                                                                   | Erstveröffentlichung: 13. November 2009 Killa Hakan feat. Alpa Gun, Ceza, MarQ & Sido                                            |
| 2009 | Einlauf Des rois, des pions et des fous                                                      | Erstveröffentlichung: 20. November 2009 Stress feat. Sido                                                                        |
| 2010 | Sor bir bana Almanci                                                                         | Erstveröffentlichung: 9. Juli 2010 Alpa Gun feat. Sido                                                                           |
| 2010 | Zerbrochenes Glas Almanci                                                                    | Erstveröffentlichung: 9. Juli 2010 Alpa Gun feat. Sido & B-Tight                                                                 |
| 2010 | Musik ist unser Leben, darum wurden wir Erzieher Wir sind Freunde und darum machen wir Musik | Erstveröffentlichung: 22. August 2010 Hammer & Zirkel feat. Laas Unltd. & Sido                                                   |
| 2010 | Ein Teil von mir Мой двор: начало истории                                                    | Erstveröffentlichung: 21. September 2010 Seryoga feat. Sido & B-Tight                                                            |
| 2010 | Alles gut Backpack Inferno                                                                   | Erstveröffentlichung: 12. November 2010 Laas Unltd. feat. Sido & Harris                                                          |
| 2010 | Der Himmel soll warten (Live) Gute Reise – Live aus Berlin                                   | Erstveröffentlichung: 12. November 2010 Ich + Ich feat. Sido                                                                     |
| 2010 | Hey du! (Live) Kröm de la Kröm – Live aus dem Admiralspalast                                 | Erstveröffentlichung: 12. November 2010 Kurt Krömer feat. Sido                                                                   |
| 2010 | Ne Leiche Kontrastprogramm                                                                   | Erstveröffentlichung: 10. Dezember 2010 SDP feat. Sido                                                                           |
| 2011 | Stell dir eine Welt vor … Der Mann im Haus                                                   | Erstveröffentlichung: 24. September 2011 Harris feat. Sido                                                                       |
| 2012 | Wie war das noch mal 2012 Silber                                                             | Erstveröffentlichung: 27. Januar 2012 DCS feat. Sido                                                                             |
| 2012 | Braun, grün, lila Kanackiş                                                                   | Erstveröffentlichung: 10. Februar 2012 Haftbefehl feat. Sido                                                                     |
| 2012 | Hol die Nadel raus Unter die Haut                                                            | Erstveröffentlichung: 16. März 2012 Lonyen feat. Sido                                                                            |
| 2012 | Yes Sir 2012 Infinity 2012 – Golden Summer                                                   | Erstveröffentlichung: 4. Mai 2012 Sir Colin feat. Sido, Tony D & Bahar                                                           |
| 2012 | DFG Allstars                                                                                 | Erstveröffentlichung: 25. Mai 2012 Kingsize & O-Luv feat. Sido & Stress                                                          |
| 2012 | Du willst mir an die Wäsche (Live in Berlin) Live in Berlin                                  | Erstveröffentlichung: 10. August 2012 Jennifer Rostock feat. Sido                                                                |
| 2012 | Faxen mit den Jungs Roboblokk                                                                | Erstveröffentlichung: 31. August 2012 Blokkmonsta feat. Sido & Hayat                                                             |
| 2012 | Cool & ruhig Narkose                                                                         | Erstveröffentlichung: 7. September 2012 Nazar feat. Sido                                                                         |
| 2012 | Das echte Leben AMYF                                                                         | Erstveröffentlichung: 12. Oktober 2012 Bushido feat. Sido                                                                        |
| 2012 | Die Nacht von Freitag auf Montag Die bekannteste unbekannte Band der Welt                    | Erstveröffentlichung: 19. Oktober 2012 SDP feat. Sido                                                                            |
| 2012 | Hooo Geteiltes Leid 3                                                                        | Erstveröffentlichung: 9. November 2012 Moses Pelham feat. Jan Delay, Peppa singt, Sido, Bushido, Kool Savas, Azad & Ellen Schulz |
| 2013 | 90 BPM Unter Wölfen                                                                          | Erstveröffentlichung: 29. März 2013 Liquit Walker feat. Sido                                                                     |
| 2013 | Liebs oder lass es D.N.A.                                                                    | Erstveröffentlichung: 21. Juni 2013 Genetikk feat. Sido                                                                          |
| 2013 | Immer immer mehr NWA                                                                         | Erstveröffentlichung: 12. Juli 2013 Shindy feat. Bushido & Sido                                                                  |
| 2013 | Guten Morgen (King Remix) Guten Morgen (Single-B-Seite)                                      | Erstveröffentlichung: 9. August 2013 Eko Fresh feat. Sido, Julian Williams & Bushido                                             |
| 2013 | Is doch geil so Dick sein ist fett                                                           | Erstveröffentlichung: 27. September 2013 Keule feat. Sido                                                                        |
| 2013 | Aschenflug Lieder                                                                            | Erstveröffentlichung: 8. November 2013 Adel Tawil feat. Sido & Prinz Pi                                                          |
| 2014 | Intro #hangster                                                                              | Erstveröffentlichung: 17. Januar 2014 Psaiko.Dino feat. Sido                                                                     |
| 2014 | Halt Stop Endlich erwachsen                                                                  | Erstveröffentlichung: 4. April 2014 Bass Sultan Hengzt feat. Sido                                                                |
| 2014 | Job verloren Dynamit                                                                         | Erstveröffentlichung: 9. Mai 2014 Olli Banjo feat. Sido & She-Raw                                                                |
| 2014 | Au revoir Bauch und Kopf                                                                     | Erstveröffentlichung: 16. Mai 2014 Mark Forster feat. Sido                                                                       |
| 2014 | Schüsse in die Luft Camouflage                                                               | Erstveröffentlichung: 20. August 2014 Nazar feat. Sido                                                                           |
| 2014 | Gheddo Reloaded Deutscher Traum                                                              | Erstveröffentlichung: 14. November 2014 Eko Fresh feat. Sido                                                                     |
| 2014 | Saudi Arabi Money Rich (Babos Remix) Russisch Roulette (Deluxe)                              | Erstveröffentlichung: 28. November 2014 Haftbefehl feat. Samy Deluxe & Sido                                                      |
| 2015 | Eazy Retro                                                                                   | Erstveröffentlichung: 9. Januar 2015 B-Tight feat. Sido                                                                          |
| 2015 | Best Day Crystals                                                                            | Erstveröffentlichung: 20. März 2015 Eskimo Callboy feat. Sido                                                                    |
| 2015 | Schwitze im Bugatti Masta                                                                    | Erstveröffentlichung: 27. März 2015 Olexesh feat. Sido                                                                           |
| 2015 | Mama war ne Schlampe HipHop fickt Pop                                                        | Erstveröffentlichung: 10. April 2015 Addi Blanco feat. Julian & Yasin                                                            |
| 2015 | Kein Bock Derbe                                                                              | Erstveröffentlichung: 17. April 2015 Denyo feat. Jan Delay & Sido                                                                |
| 2015 | Für immer Kind Für immer Wochenende                                                          | Erstveröffentlichung: 24. April 2015 Weekend feat. Sido                                                                          |
| 2015 | Don’t Legalize Achter Tag                                                                    | Erstveröffentlichung: 8. Mai 2015 Genetikk feat. Sido                                                                            |
| 2015 | Kaltes Wasser Mama                                                                           | Erstveröffentlichung: 19. Juni 2015 MoTrip feat. Sido                                                                            |
| 2015 | Pablo Picasso Meister der Zeremonie                                                          | Erstveröffentlichung: 26. Juni 2015 Basstard feat. Kontra K, Ozan & Sido                                                         |
| 2015 | Immer noch MC Augenzeuge                                                                     | Erstveröffentlichung: 4. September 2015 JokA feat. Sido & MoTrip                                                                 |
| 2015 | Wisch weg (ok) Machermodus                                                                   | Erstveröffentlichung: 9. Oktober 2015 Blut & Kasse feat. Sido                                                                    |
| 2016 | Ich bin ein Berliner (Remix) Ich bin ein Berliner                                            | Erstveröffentlichung: 25. März 2016 Ufo361 feat. BTNG, Sido, Crackaveli & Bass Sultan Hengzt                                     |
| 2016 | Männer weinen nicht Fechnerstraße                                                            | Erstveröffentlichung: 25. März 2016 Adesse feat. Sido                                                                            |
| 2016 | Wie ein Mann (Prachtkerle Remix) Schwermetall                                                | Erstveröffentlichung: 22. April 2016 Pedaz feat. MoTrip, Silla, JokA, Sinan-G, RAF Camora, Blut & Kasse, Joshi Mizu & Sido       |
| 2016 | Mein Viertel Irreversibel                                                                    | Erstveröffentlichung: 13. Mai 2016 Nazar feat. Sido                                                                              |
| 2016 | Hungrig Milominati                                                                           | Erstveröffentlichung: 20. Mai 2016 Milonair feat. Sido                                                                           |
| 2016 | Lieblingspunchlines Die letzte Box                                                           | Erstveröffentlichung: 28. Oktober 2017 Taktloss feat. Sido, Darn & Mach One                                                      |
| 2016 | Triumph Essahdamus                                                                           | Erstveröffentlichung: 28. Oktober 2016 Kool Savas feat. Sido, Azad & Adesse                                                      |
| 2016 | Loudpack Trap Gott                                                                           | Erstveröffentlichung: 18. November 2016 Hustensaft Jüngling feat. Sido & Medikamenten Manfred                                    |
| 2017 | Auf entspannt                                                                                | Erstveröffentlichung: 20. Januar 2017 Estikay feat. Sido                                                                         |
| 2017 | Die Jungs dabei Auf entspannt                                                                | Erstveröffentlichung: 20. Januar 2017 Estikay feat. Sido & Adesse                                                                |
| 2017 | Kein bisschen reifer Onkel der Nation                                                        | Erstveröffentlichung: 20. Januar 2017 Pillath feat. Sido                                                                         |
| 2017 | A Little Story Wer hat das Gras weggeraucht?                                                 | Erstveröffentlichung: 3. Februar 2017 B-Tight feat. Sido                                                                         |
| 2017 | Arbeit Wer hat das Gras weggeraucht?                                                         | Erstveröffentlichung: 3. Februar 2017 B-Tight feat. Sido & Funk Füxe                                                             |
| 2017 | Back in Dissness Wer hat das Gras weggeraucht?                                               | Erstveröffentlichung: 3. Februar 2017 B-Tight feat. Sido                                                                         |
| 2017 | Halt dein Maul Wer hat das Gras weggeraucht?                                                 | Erstveröffentlichung: 3. Februar 2017 B-Tight feat. Sido                                                                         |
| 2017 | Royal TS Wer hat das Gras weggeraucht?                                                       | Erstveröffentlichung: 3. Februar 2017 B-Tight feat. Sido & Calle                                                                 |
| 2017 | Sehr geil Wer hat das Gras weggeraucht?                                                      | Erstveröffentlichung: 3. Februar 2017 B-Tight feat. Sido, JokA, Gauner & Vokalmatador                                            |
| 2017 | Sladorama Wer hat das Gras weggeraucht?                                                      | Erstveröffentlichung: 3. Februar 2017 B-Tight feat. Frauenarzt, Orgi69, Sido, Taktloss, Bogy, Vokalmatador & Rhymin Simon        |
| 2017 | Wer hat das Gras weggeraucht?                                                                | Erstveröffentlichung: 3. Februar 2017 B-Tight feat. Nura, Smoky, Sido, Plusmacher & Estikay                                      |
| 2017 | Yippiekayo Wer hat das Gras weggeraucht?                                                     | Erstveröffentlichung: 3. Februar 2017 B-Tight feat. Sido                                                                         |
| 2017 | Bullen, Schweine Die bunte Seite der Macht                                                   | Erstveröffentlichung: 10. März 2017 SDP feat. Sido                                                                               |
| 2017 | 110 Ich bin 3 Berliner                                                                       | Erstveröffentlichung: 28. April 2017 Ufo361 feat. Sido                                                                           |
| 2017 | Kein Geheimnis Gott                                                                          | Erstveröffentlichung: 26. Mai 2017 Frauenarzt & Taktloss feat. Sido, Marteria & Prinz Pi                                         |
| 2017 | Blau Karussell                                                                               | Erstveröffentlichung: 23. Juni 2017 Amanda feat. Sido                                                                            |
| 2017 | Mach dir keinen Kopf Best of Mixtape                                                         | Erstveröffentlichung: 30. Juni 2017 MC Bogy & DJ Craft feat. Sido                                                                |
| 2017 | Mach ma keine Filme König von Deutschland                                                    | Erstveröffentlichung: 22. September 2017 Eko Fresh feat. Kida Ramadan, Frederick Lau, Sido, Elyas M’Barek, Veysel & Sami Nasser  |
| 2017 | Richtung Para Blyat                                                                          | Erstveröffentlichung: 29. September 2017 Capital Bra feat. Sido                                                                  |
| 2017 | Nie mehr Broke Racaille                                                                      | Erstveröffentlichung: 6. Oktober 2017 Mortel feat. Sido & Fler                                                                   |
| 2017 | Ganglove Schwarzer Hoody                                                                     | Erstveröffentlichung: 13. Oktober 2017 Shadow030 feat. Sido                                                                      |
| 2018 | Stara škola Die Zwielicht LP                                                                 | Erstveröffentlichung: 16. Februar 2018 Haze feat. Sido                                                                           |
| 2018 | Träume Black Panther                                                                         | Erstveröffentlichung: 10. August 2018 Jalil feat. Sido                                                                           |
| 2018 | Müde & rastlos Alles Liebe (nach dem Ende des Kampfes)                                       | Erstveröffentlichung: 17. August 2018 Chefket feat. Sido & Crackaveli                                                            |
| 2018 | Yallah Habibi The Time Is Now                                                                | Erstveröffentlichung: 9. November 2018 DJ Antoine feat. Sido & Moe Phoenix                                                       |
| 2018 | Danke danke Liebe                                                                            | Erstveröffentlichung: 16. November 2018 Mark Forster feat. Sido                                                                  |
| 2018 | Lieder / Bilder im Kopf (Live) Live aus der Wuhlheide Berlin                                 | Erstveröffentlichung: 7. Dezember 2018 Adel Tawil feat. Sido                                                                     |
| 2019 | S auf der Brust KKS                                                                          | Erstveröffentlichung: 1. Februar 2019 Kool Savas feat. Sido & Nico Santos                                                        |
| 2019 | Die Nacht von Freitag auf Montag (Live) Die unendlichste Geschichte (Special Edition)        | Erstveröffentlichung: 1. März 2019 SDP feat. Sido                                                                                |
| 2019 | Strand Berlin Dakar                                                                          | Erstveröffentlichung: 15. März 2019 Adesse feat. Sido                                                                            |
| 2019 | Passiv High Colucci                                                                          | Erstveröffentlichung: 29. März 2019 Fler feat. Sido                                                                              |
| 2019 | Nöd wie ich Lieblingsrapper                                                                  | Erstveröffentlichung: 20. September 2019 Xen feat. Sido                                                                          |
| 2019 | Alles so gewollt Bela                                                                        | Erstveröffentlichung: 31. Oktober 2019 Azero feat. Sido                                                                          |
| 2019 | Autopilot Abrakadabra                                                                        | Erstveröffentlichung: 1. November 2019 257ers feat. Sido                                                                         |
| 2019 | Vintage (Remix) Nimmerland                                                                   | Erstveröffentlichung: 6. Dezember 2019 RIN feat. Sido & Luciano                                                                  |
| 2020 | Fake Blueberry Boyz                                                                          | Erstveröffentlichung: 17. Januar 2020 Estikay feat. Sido                                                                         |
| 2020 | Lost Atlantis                                                                                | Erstveröffentlichung: 20. März 2020 Fler feat. Sido                                                                              |
| 2020 | Triqueta Reasonable Kraut                                                                    | Erstveröffentlichung: 31. Juli 2020 Lakmann & Rooq feat. Kool Savas, Sido & Chinch 33                                            |
| 2020 | Keine Helden CB7                                                                             | Erstveröffentlichung: 18. September 2020 Capital Bra feat. Sido                                                                  |
| 2020 | Schöner Tag Blaue Stunde                                                                     | Erstveröffentlichung: 20. November 2020 Gentleman feat. Sido                                                                     |
| 2021 | Superpapa Oh Yeah!                                                                           | Erstveröffentlichung: 21. Januar 2021 Dikka feat. Siggi                                                                          |
| 2021 | Dicka was Aghori                                                                             | Erstveröffentlichung: 19. Februar 2021 Kool Savas feat. Sido & Nessi                                                             |
| 2021 | Weißt wie es ist 100 Pro                                                                     | Erstveröffentlichung: 26. Februar 2021 Bausa feat. Sido                                                                          |
| 2021 | Eines Tages Widder                                                                           | Erstveröffentlichung: 26. März 2021 Fler feat. Sido & Bass Sultan Hengzt                                                         |
| 2021 | Pink Panther 2 Gringoworld                                                                   | Erstveröffentlichung: 6. August 2021 Gringo feat. Sido & DJ Desue                                                                |
| 2022 | Alien This Is Iggy                                                                           | Erstveröffentlichung: 18. Februar 2022 Iggy feat. Sido                                                                           |
| 2022 | Allein Glücklich unzufrieden                                                                 | Erstveröffentlichung: 24. Februar 2022 Bozza feat. Sido & Gini                                                                   |
| 2022 | Happy End Metamorphose                                                                       | Erstveröffentlichung: 12. August 2022 Vanessa Mai feat. Sido                                                                     |
| 2022 | Made Man Hoez & Broz II                                                                      | Erstveröffentlichung: 12. August 2022 Cashmo feat. Sido                                                                          |
| 2022 | Follow Für den Himmel durch die Hölle                                                        | Erstveröffentlichung: 25. August 2022 Kontra K feat. Leony & Sido                                                                |
| 2023 | Mit den Jungs Tait Eita                                                                      | Erstveröffentlichung: 17. Februar 2023 Harris feat. Bozza & Sido                                                                 |
| 2023 | Dieses eine Mal Blackout                                                                     | Erstveröffentlichung: 30. März 2023 AK Ausserkontrolle feat. Kontra K & Sido                                                     |
| 2023 | T-Shirt & Jeans 2.0 Hall of Fame                                                             | Erstveröffentlichung: 31. März 2023 Frauenarzt feat. Sido                                                                        |
| 2023 | Doktor Life Is Pain                                                                          | Erstveröffentlichung: 7. Juli 2023 PA Sports feat. Alies, Haftbefehl & Sido                                                      |
| 2024 | Regen auf der Fahrbahn Vladyslav                                                             | Erstveröffentlichung: 11. April 2024> Capital Bra feat. Gringo & Sido                                                            |
| 2024 | Schwarz Interpol                                                                             | Erstveröffentlichung: 11. April 2024 Kolja Goldstein feat. Sido                                                                  |
| 2024 | Jacky Keine Intelligenz                                                                      | Erstveröffentlichung: 20. April 2024 Marsimoto feat. Marteria & Sido                                                             |
| 2024 | Rap Genius                                                                                   | Erstveröffentlichung: 19. Juli 2024 Kool Savas feat. Samra & Sido                                                                |
| 2024 | Mama hat gesagt Best Of – 25 Jahre SDP                                                       | Erstveröffentlichung: 25. Oktober 2024 SDP feat. Esther Graf & Sido                                                              |
| 2024 | Mondlicht Une Vie Triste (Teil 2)                                                            | Erstveröffentlichung: 5. Dezember 2024 UVT feat. Sido                                                                            |
| 2024 | Karenusia                                                                                    | Erstveröffentlichung: 12. Dezember 2024 Karen feat. Sido                                                                         |

| Jahr | Titel Album                                  | Anmerkungen                                               |
| ---- | -------------------------------------------- | --------------------------------------------------------- |
| 2004 | Geblendet vom Licht –                        | Erstveröffentlichung: 2004 Interpretation: The Streets    |
| 2004 | AggroberlinA Aggro Videos Teil 1 – 2001–2005 | Erstveröffentlichung: 9. August 2004 Interpretation: Fler |

| Jahr | Titel Album                                           | Anmerkungen |
| ---- | ----------------------------------------------------- | --- |
| 2002 | Arschficksong Aggro Ansage Nr. 1                      | Erstveröffentlichung: 20. Mai 2002 |
| 2002 | Intro Aggro Ansage Nr. 1                              | Erstveröffentlichung: 20. Mai 2002 mit B-Tight & Bushido                                                                                              |
| 2003 | Aggro Teil.2 Aggro Ansage Nr. 2                       | Erstveröffentlichung: 27. Januar 2003 mit B-Tight & Bushido                                                                                           |
| 2003 | Relax Aggro Ansage Nr. 2                              | Erstveröffentlichung: 27. Januar 2003 |
| 2003 | Weihnachtssong Aggro Ansage Nr. 3                     | Erstveröffentlichung: 8. Dezember 2003 |
| 2003 | Aggro Teil.3 Aggro Ansage Nr. 3                       | Erstveröffentlichung: 8. Dezember 2003 mit B-Tight, Bushido & Fler                                                                                    |
| 2004 | Aggro Gold (Intro) Aggro Ansage Nr. 4                 | Erstveröffentlichung: 22. November 2004 mit B-Tight & Fler                                                                                            |
| 2004 | Aggro Teil.4 Aggro Ansage Nr. 4                       | Erstveröffentlichung: 22. November 2004 mit B-Tight & Fler                                                                                            |
| 2004 | Fuffies im Club (Remix) Aggro Ansage Nr. 4            | Erstveröffentlichung: 22. November 2004 feat. Harris                                                                                                  |
| 2004 | Maxim ist King Aggro Ansage Nr. 4                     | Erstveröffentlichung: 22. November 2004 mit B-Tight & Fler                                                                                            |
| 2004 | Meine Kette Aggro Ansage Nr. 4                        | Erstveröffentlichung: 22. November 2004 |
| 2004 | Skit Aggro Ansage Nr. 4                               | Erstveröffentlichung: 22. November 2004 mit Xzibit |
| 2004 | Wodka&Bacardi Aggro Ansage Nr. 4                      | Erstveröffentlichung: 22. November 2004 mit B-Tight & Fler                                                                                            |
| 2005 | A.G.G.R.O Teil 5 Aggro Ansage Nr. 5 (Premium-Edition) | Erstveröffentlichung: 2. Dezember 2005 mit Alpa Gun, B-Tight, Fler, G-Hot & Tony D                                                                    |
| 2005 | Anklage Nr. 5 Aggro Ansage Nr. 5                      | Erstveröffentlichung: 2. Dezember 2005 mit B-Tight, Fler & Tony D feat. Frauenarzt                                                                    |
| 2005 | Ein Schritt voraus Aggro Ansage Nr. 5                 | Erstveröffentlichung: 2. Dezember 2005 Shizoe feat. Sido                                                                                              |
| 2005 | Wahlkampf Aggro Ansage Nr. 5                          | Erstveröffentlichung: 2. Dezember 2005 mit G-Hot |
| 2008 | So machen wir das SektenMuzik – Der Sampler II        | Erstveröffentlichung: 18. Januar 2008 mit Alpa Gun & Greckoe                                                                                          |
| 2008 | 5 Krasse Rapper Aggro Anti Ansage Nr. 8               | Erstveröffentlichung: 5. Dezember 2008 mit B-Tight, Fler, Kitty Kat & Tony D                                                                          |
| 2008 | Aggro Berlin Ding Aggro Anti Ansage Nr. 8             | Erstveröffentlichung: 5. Dezember 2008 mit B-Tight, Fler & Tony D                                                                                     |
| 2008 | Auf die Fresse Aggro Anti Ansage Nr. 8                | Erstveröffentlichung: 5. Dezember 2008 mit B-Tight, Fler, Kitty Kat & Tony D                                                                          |
| 2008 | Blas mir einen Aggro Anti Ansage Nr. 8                | Erstveröffentlichung: 5. Dezember 2008 feat. Harris                                                                                                   |
| 2008 | Du bist scheiße Aggro Anti Ansage Nr. 8               | Erstveröffentlichung: 5. Dezember 2008 |
| 2008 | Scheiß egal Aggro Anti Ansage Nr. 8                   | Erstveröffentlichung: 5. Dezember 2008 mit B-Tight, Kitty Kat & Tony D                                                                                |
| 2008 | Sexy Aggro Anti Ansage Nr. 8                          | Erstveröffentlichung: 5. Dezember 2008 mit B-Tight |
| 2008 | So ist es Aggro Anti Ansage Nr. 8                     | Erstveröffentlichung: 5. Dezember 2008 mit Fler |
| 2016 | Nie daran geglaubt HT100                              | Erstveröffentlichung: 7. Oktober 2016 Blokkmonsta, Dr. Faustus, Schwartz & Rako feat. Kontra K, Pedaz & Sido                                          |
| 2018 | Der Kommissar Falco – Sterben um zu leben             | Erstveröffentlichung: 25. Mai 2018 feat. Falco |
| 2018 | Mädchen gegen Jungs Bibi & Tina – Star-Edition        | Erstveröffentlichung: 28. September 2018 als Teil der Bibi & Tina All Stars Original: Lina Larissa Strahl, Lisa-Marie Koroll, Phil Laude & Louis Held |

| Jahr | Titel Soundtrack            | Anmerkungen                                               |
| ---- | --------------------------- | --------------------------------------------------------- |
| 2006 | Eier lecken Orgi Pörnchen 4 | Erstveröffentlichung: Dezember 2006 mit King Orgasmus One |

### Videoalben
| Jahr | Titel Musiklabel                               | Anmerkungen                                                                                      |
| ---- | ---------------------------------------------- | ------------------------------------------------------------------------------------------------ |
| 2010 | MTV Unplugged Live aus’m MV Aggro Berlin (UMG) | Erstveröffentlichung: 21. Mai 2010 CD+DVD; Teil von MTV Unplugged Live aus’m MV (Deluxe-Edition) |

## Statistik

### Chartauswertung
|                     | DE     | AT     | CH     |
| ------------------- | ------ | ------ | ------ |
| Nummer-eins-Alben   | DE5DE  | AT3AT  | CH4CH  |
| Top-10-Alben        | DE16DE | AT13AT | CH11CH |
| Alben in den Charts | DE17DE | AT17AT | CH17CH |

|                       | DE      | AT     | CH     |
| --------------------- | ------- | ------ | ------ |
| Nummer-eins-Singles   | DE1DE   | AT1AT  | CH1CH  |
| Top-10-Singles        | DE18DE  | AT10AT | CH9CH  |
| Singles in den Charts | DE111DE | AT70AT | CH66CH |

|                          | DE    | AT    | CH    |
| ------------------------ | ----- | ----- | ----- |
| Nummer-eins-Videoalben   | DE—DE | AT—AT | CH—CH |
| Top-10-Videoalben        | DE—DE | AT1AT | CH—CH |
| Videoalben in den Charts | DE—DE | AT1AT | CH—CH |

### Auszeichnungen für Musikverkäufe
| Silberne Schallplatte - Europa (Impala) - 2008: für die Single Ein Teil von mir - 2008: für die Single Fuffies im Club - 2008: für die Single Mama ist stolz Goldene Schallplatte - Deutschland - 2022: für die Autorenbeteiligung Die Nacht von Freitag auf Montag (Peter Wackel) - Europa (Impala) - 2007: für das Album Ich - 2011: für das Album Ich und meine Maske | Platin-Schallplatte - Deutschland - 2023: für das Lied Strip für mich |

Anmerkung: Auszeichnungen in Ländern aus den Charttabellen bzw. Chartboxen sind in ebendiesen zu finden.
| Land/RegionAuszeichnungen für Musikverkäufe (Land/Region, Auszeichnungen, Verkäufe, Quellen) | Silber     | Gold       | Platin       | Diamant     | Verkäufe   | Quellen           |
| -------------------------------------------------------------------------------------------- | ---------- | ---------- | ------------ | ----------- | ---------- | ----------------- |
| Deutschland (BVMI)                                                                           | —          | 26× Gold26 | 20× Platin20 | 2× Diamant2 | 12.300.000 | musikindustrie.de |
| Europa (Impala)                                                                              | 3× Silber3 | 2× Gold2   | —            | —           | (265.000)  | Einzelnachweise   |
| Österreich (IFPI)                                                                            | —          | 6× Gold6   | 2× Platin2   | —           | 107.500    | ifpi.at           |
| Schweiz (IFPI)                                                                               | —          | 10× Gold10 | 3× Platin3   | —           | 195.000    | hitparade.ch      |
| Insgesamt                                                                                    | 3× Silber3 | 44× Gold44 | 25× Platin25 | 2× Diamant2 |            |                   |